# Asterodiscides culcitulus
Asterodiscides culcitulus is een zeester uit de familie Asterodiscididae.
De wetenschappelijke naam van de soort werd in 1977 gepubliceerd door Rowe.